# Tetragnatha major
Tetragnatha major là một loài nhện trong họ Tetragnathidae.
Loài này thuộc chi Tetragnatha. Tetragnatha major được miêu tả năm 1876 bởi Holmberg.